# Engelova kriva
Englelova kriva u ekonomiji pokazuje u kojoj meri se sa povećanjem dohotka povećava potrošnja raznih dobara. Naziv je dobila po Ernestu Engelu, nemačkom statističaru koji je utvrdio ovu zakonitost proučavajući stanovništvo. 